# Аудиторіо-де-Тенерифе

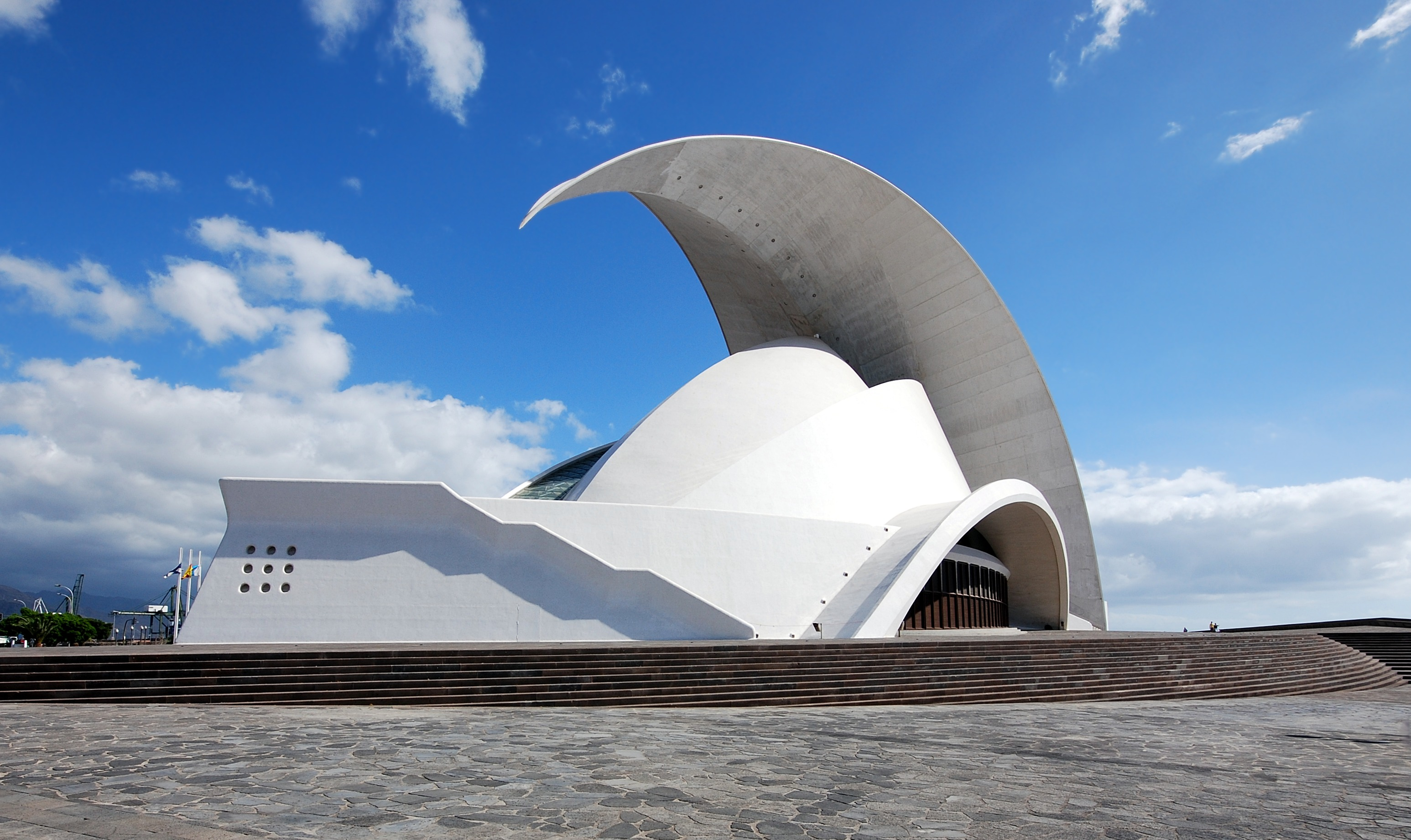
Аудиторіо-де-Тенерифе

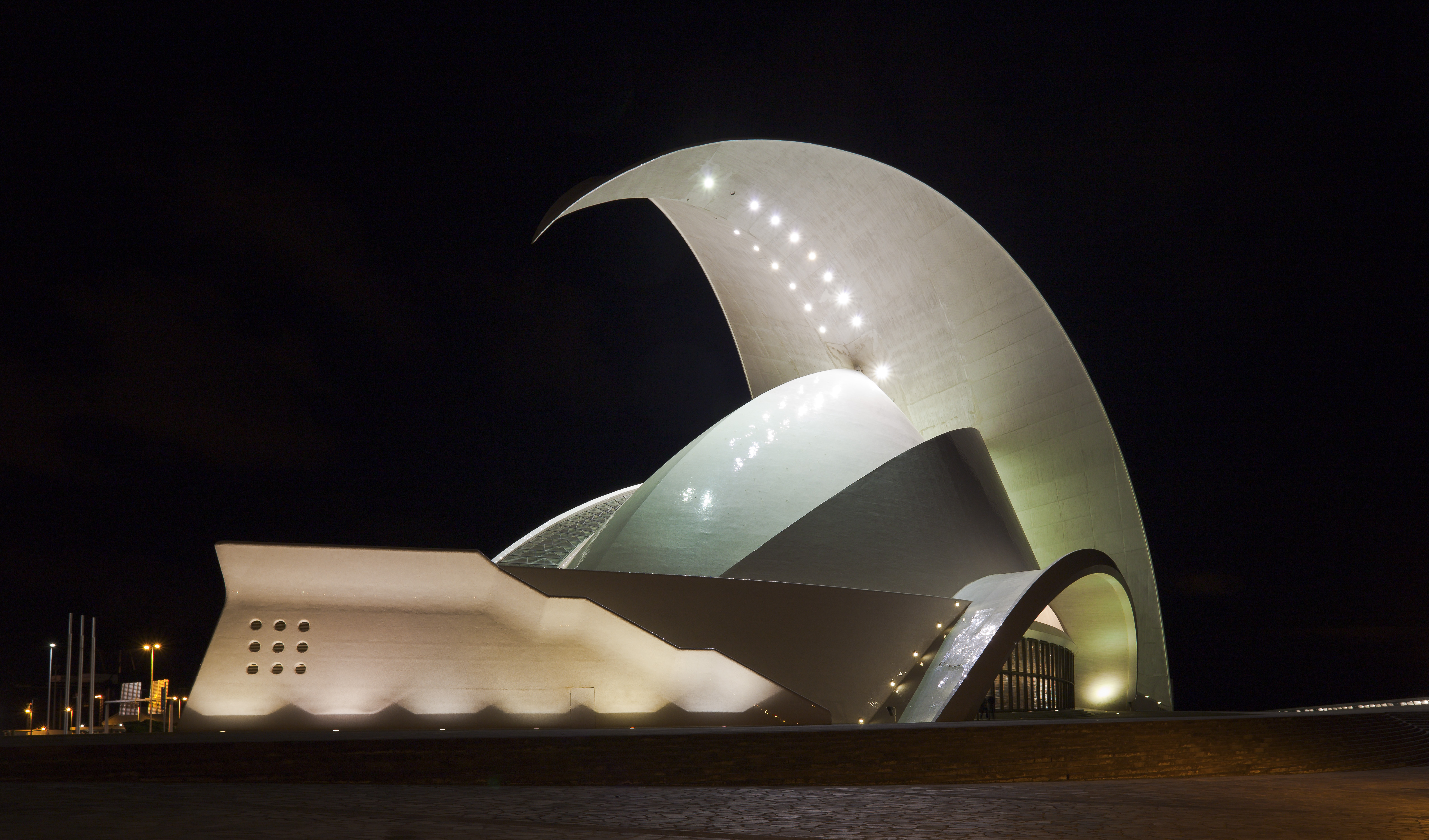
Вид уночі

Аудиторіо-де-Тенерифе (ісп. Auditorio de Tenerife) — оперний театр та концертний зал у м. Санта-Крус-де-Тенерифе, о. Тенерифе (Канарські острови); одна з найвідоміших і найбільш оригінальних будівель світу. Збудований у 2003 за проектом іспанського архітектора Сантьяго Калатрави. Аудиторіо-де-Тенерифе — символ міста Санта-Крус-де-Тенерифе і одна із головних пам'яток Канарських островів. Вітрилоподібний дах робить цю будівлю не схожою на будь-яку іншу в світі. Оперний театр Аудиторіо визнаний однією з найвидатніших споруд сучасної архітектури.
Будівництво велось з 1997 по 2003. На відкритті, яке відбулося 26 вересня 2003, був присутній принц Астурійський Феліпе, син короля Іспанії. У 2005 його відвідав колишній президент США Білл Клінтон. Будівля розташована поряд з місцевим портом, на березі моря.

## Історія
Ідея «будівлі — перфомансу» у столиці Тенерифе виникла ще в 1970-х. У 1990-х задумка втілилася в проект, який став реалізовуватися в старому промисловому районі Санта-Крус-де-Тенерифе. Грандіозне будівництво, зведення незвичайних конструкцій виглядали чарівно. Наприклад, один тільки дах досягає в довжину 100 метрів і важить 350 тонн. В той час кожен раз в'їжджаючи в столицю, перше, на що привертає увагу людей, це фігурки робітників, що деруться по похилій вершині, немов маленькі бджоли.
У 2003 Аудиторіо здано в експлуатацію. Сьогодні у всьому світі його визнають як мегавитвір в стилі постмодернізм. Сміливий проект знаменитого іспанського архітектора та інженера Сантьяго Калатрава виявився вдалою грою «об'ємів і кривих», «пропорцій і фактур».

## Будівля

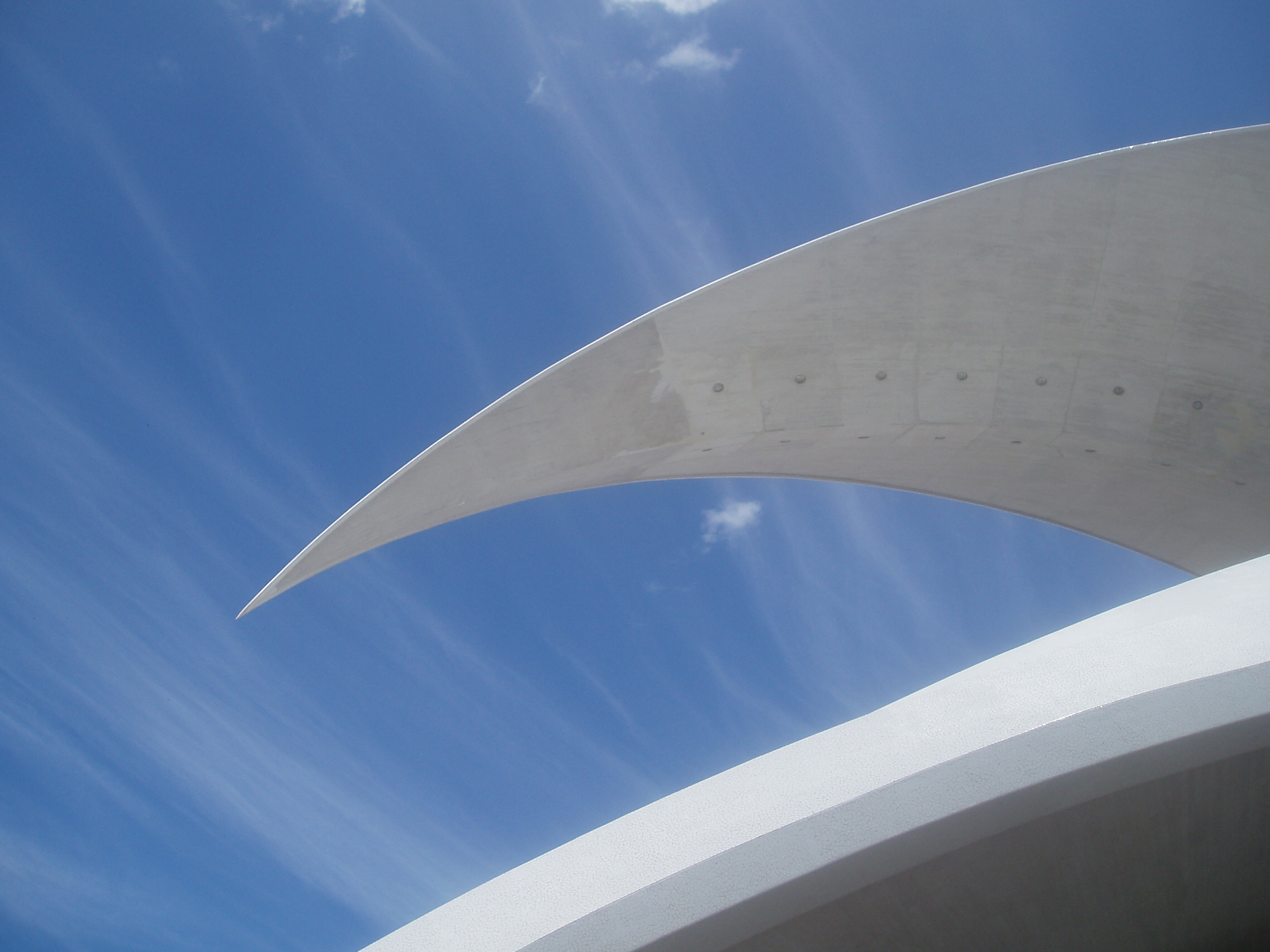
Дах

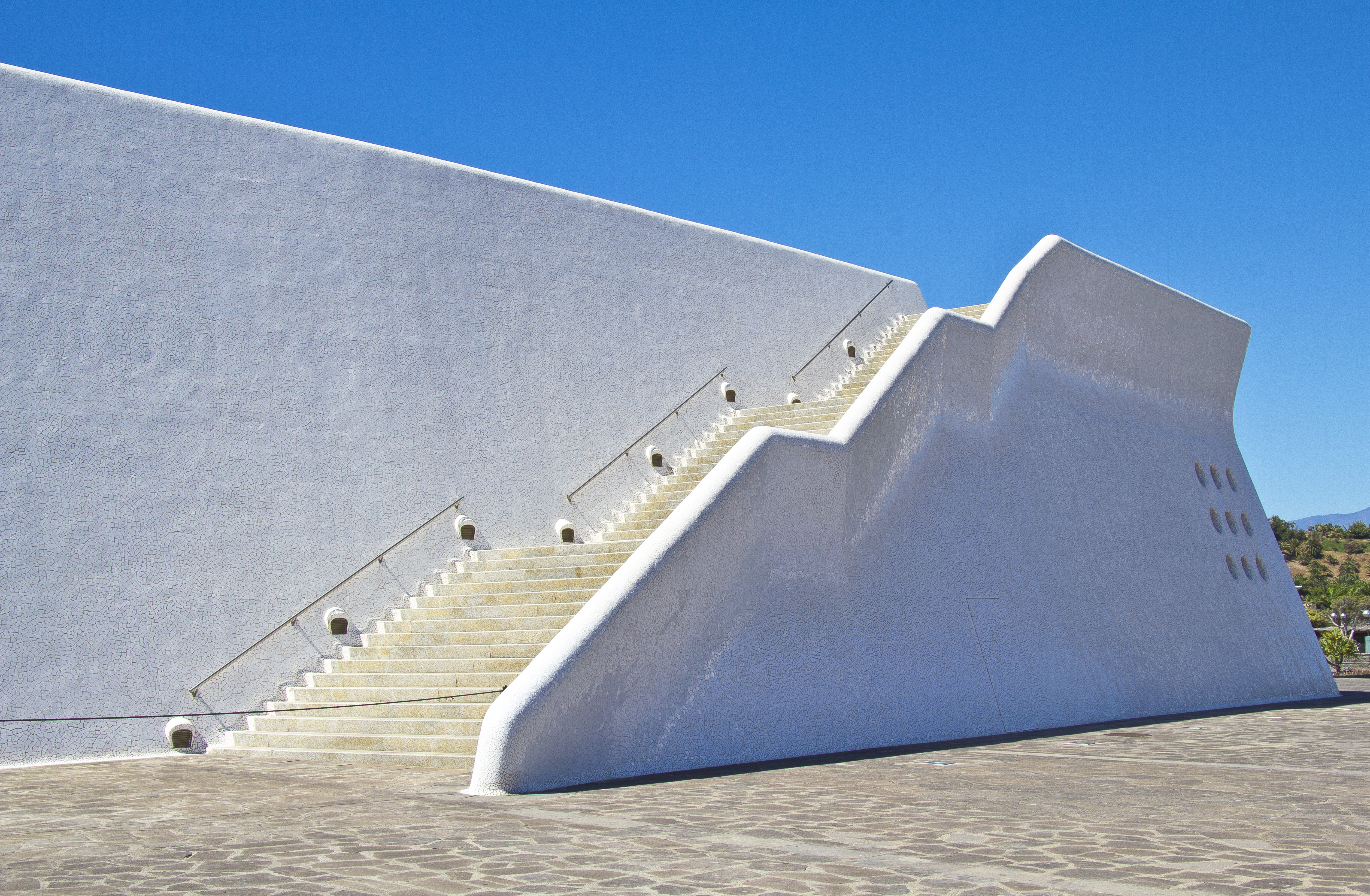
Сходи

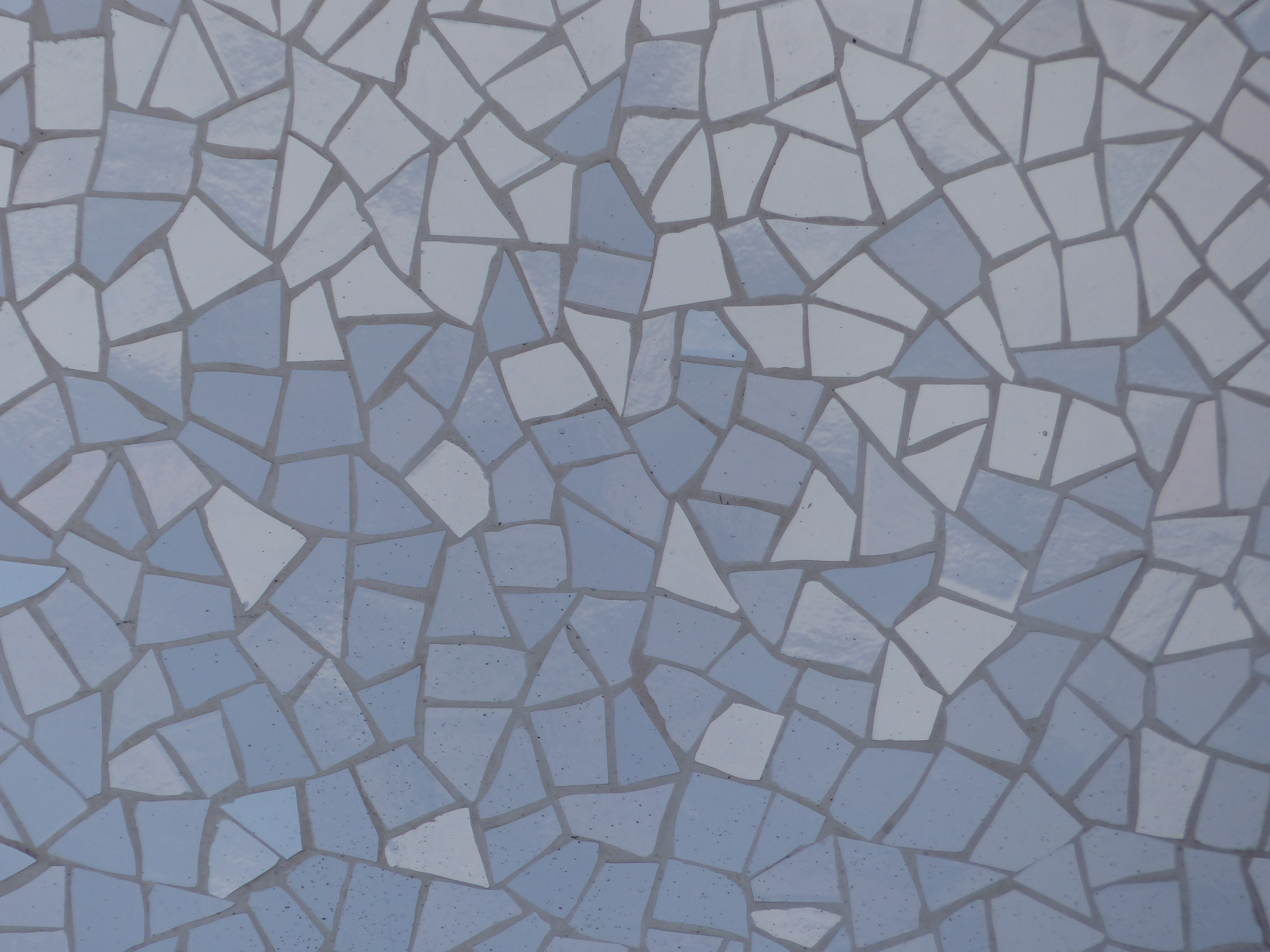
Облицювання

Будівля Аудиторіо-де-Тенерифе розташована в центрі міста, неподалік від Морського парку Сезара Манріке. Іншими «сусідами» Аудиторіо є вежі-близнюки Торрес-де-Санта-Крус. Поруч розташована трамвайна станція.
Площа ділянки, зайнятої будівлею, становить 23 000 м², з яких 6471 м² припадає на концертні зали. Основна зала — «Симфонія» — має 1 616 посадочних місць і сцену шириною 16,5 і глибиною 14 метрів. Зал обладнаний органом (72 регістру, 3 835 труб). Другий — камерний зал, розрахований на 424 місця.
Увійти в хол опери можна відразу з двох сторін будівлі. Аудиторио-де-Тенерифе забезпечений двома терасами з видом на море.

### Зовнішні частини будівлі
- Trade Winds Plaza: 16 289 м²
- Атлантична тераса: 400 м²
- Міська тераса: 350 м²

### Внутрішні приміщення
- Симфонічний зал
- Камерний зал
- Хол
- Портова і замкова галереї

### Культурна програма
У стінах Аудиторіо-де-Тенерифе регулярно проходять такі культурні заходи, як «Тенерифе-Дансу» (ісп. Tenerife Danza), «Атлантик-Джаз» (англ. Atlantic Jazz), «Світова музика» і «Великі виконавці» в доповнення до виступів симфонічного оркестру Тенерифе, до оперного фестивалю.

### Інші події
Час від часу приміщення Аудиторіо використовуються для проведення різних конгресів, конференцій, а також для показу фільмів.

### Відкриття
Будівлю опери офіційно було відкрито 26 вересня 2003 спадкоємцем іспанського престолу Феліпе. Церемонія відкриття широко висвітлювалася у світових ЗМІ.

### Вручення премії радіостанції Cadena Dial
З 2007 в Аудиторіо-де-Тенерифе проводиться церемонія вручення премії Cadena Dial Awards.

## Зміна назви
28 січня 2011 Острівна Рада Тенерифе ухвалила рішення про перейменування будівлі; йому було присвоєно нову назву — Аудиторіо-де-Тенерифе ім. Адана Мартіна на честь колишнього Президента Канарських островів Адана Мартіна Менеса.